# Campyloptère rougeâtre
Campylopterus hyperythrus
Espèce
Statut de conservation UICN

 LC  : Préoccupation mineure
Statut CITES
Répartition géographique
Le Campyloptère rougeâtre (Campylopterus hyperythrus) est une espèce de colibris de la sous-famille des Trochilinae.

## Distribution
Cet oiseau fréquente notamment les tepuys du sud du Venezuela, l'ouest du Guyana et l'extrême nord du Brésil.